# Levantamento de peso nos Jogos Mundiais de 2009

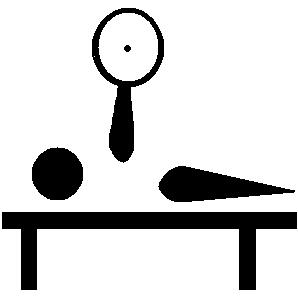
Um pictograma do levantamento de peso básico

As competições de levantamento de peso básico nos Jogos Mundiais de 2009 ocorreram entre 25 e 26 de julho no NSYSU Hall. Oito eventos foram disputados.

## Quadro de medalhas
| Ordem | País           | Medalha de ouro | Medalha de prata | Medalha de bronze |    |
| ----- | -------------- | --------------- | ---------------- | ----------------- | -- |
| 1     | Ucrânia        | 3               | 4                | 2                 | 9  |
| 2     | Taipé Chinesa  | 2               |                  | 1                 | 3  |
| 3     | Polónia        | 1               | 1                | 1                 | 3  |
| 3     | Estados Unidos | 1               | 1                | 1                 | 3  |
| 5     | Indonésia      | 1               |                  | 1                 | 2  |
| 6     | Itália         |                 | 1                |                   | 1  |
| 6     | Japão          |                 | 1                |                   | 1  |
| 8     | França         |                 |                  | 1                 | 1  |
| 8     | Luxemburgo     |                 |                  | 1                 | 1  |
| TOTAL | TOTAL          | 8               | 8                | 8                 | 24 |

## Medalhistas
| Evento                                | Ouro                       | Prata                  | Bronze                  |
| Peso leve masculino (detalhes)        | TPE Hsieh Tsung-Ting       | UKR Arkadiy Shalokha   | FRA Hassan El Belghitti |
| Peso médio masculino (detalhes)       | POL Jarosław Olech         | UKR Andrii Naniev      | POL Jan Wegiera         |
| Peso pesado masculino (detalhes)      | UKR Sergiy Pevnev          | POL Jacek Wiak         | LUX Aníbal Coimbra      |
| Peso superpesado masculino (detalhes) | USA Michael Tuchscherer    | UKR Oleksandr Shepel   | UKR Valeriy Karpov      |
| Peso leve feminino (detalhes)         | TPE Chen Wei-Ling          | JPN Yukako Fukushima   | INA Sri Hartani         |
| Peso médio feminino (detalhes)        | INA Noviana Sari           | UKR Tetiana Prymenchuk | UKR Zhanna Ivanova      |
| Peso pesado feminino (detalhes)       | UKR Larysa Soloviova       | ITA Antonietta Orsini  | USA Priscilla Ribic     |
| Peso superpesado feminino (detalhes)  | UKR Iryna Yavorska-Karpova | USA Jessica O'Donnel   | TPE Chang Ya-Wen        |